# Bospolder (polder)
De Bospolder is de naam van een polder en voormalig waterschap in de Nederlandse provincie Zuid-Holland in toenmalige de gemeenten Leiderdorp en Woubrugge (nu gelegen in Kaag en Braassem).
Het waterschap was een samenvoeging van het Boschpoldertje (gesticht 11 november 1628), de Hartogenpolder, de Cornelis Willem Diertsz. polder, de West- of Groterenpolder en de Cornelis Pieter Arisz. polder.
Het waterschap was verantwoordelijk voor de vervening, drooglegging en later de waterhuishouding in de polders. De Bosmolen die vanaf de oprichting de polder bemaalde is in 2003 verplaatst in verband met de aanleg van de Groene Harttunnel. Hij is in 2004 in gebruik genomen in Koudekerk aan den Rijn als Lagenwaardse Molen.